# Стаунтон, Джордж Томас
Сэр Джордж Томас Стаунтон (Стонтон; англ. George Thomas Staunton; 26 мая 1781, Уилтшир близ Солсбери (Англия) — 10 августа 1859, Лондон) — британский путешественник, востоковед, синолог и переводчик.

## Биография
Сын сэра Джорджа Леонарда Стаунтона, ботаника, врача и дипломата.
В 1792 году сопровождал отца в его путешествии с дипломатической миссией в Китай во главе которой был Д. Макартни. До поездки молодой Джордж Стаунтон начал изучать китайский язык и в течение всего срока путешествия служил переводчиком у Макартни. В ходе миссии его знание китайского языка оказалось настолько хорошим, чтобы он смог участвовать в дипломатических переговорах, за что получил персональный подарок от императора Цяньлуна.
С 1797 году два семестра обучался в Тринити-колледже в Кембридже.
С 1798 служил в Ост-Индской компании в Кантоне (Гуанчжоу). Занимался улучшением познания китайского языка.
В 1801 году после смерти отца унаследовал титул баронета.
В апреле 1803 году был избран членом Лондонского королевского общества.
В 1810 опубликовал перевод с китайского языка на английский уголовного кодекса Китайской империи.
В 1816 несколько раз участвовал в специальных миссиях в Пекин и Гонконг.
После возвращении в Англию в 1818—1852 годах состоял членом палаты общин. Основал Королевское азиатское общество.
Женат не был.

## Труды
- Fundamental Laws of China. — 1810.
- Narrative of the Chinese embassy to the Khan of Tourgouth Tartars 1712—1715. — London, 1821.
- Miscellaneous Notices Relating to China and our Commercial Intercourse with that Country. — 1822.
- Notes of Proceedings and Occurrences during the British Embassy to Peking. — 1824.
- Observations on our Chinese Commerce. — 1850.

### Комментарии
1. ↑  Согласно Англо-русской практической транскрипции